# .zm
.zm — национальный домен верхнего уровня (ccTLD) для Замбии.
Организации, регистрирующие домен, должны иметь представительство в Замбии.

## Домены второго уровня
Домены должны регистрироваться на третьем уровне как поддомены существующих доменов второго уровня (SLD).
Всего имеется по меньшей мере восемь доменов второго уровня:
- ac.zm: академические учреждения
- co.zm: коммерческие организации
- com.zm: коммерческие организации
- edu.zm: академические учреждения
- gov.zm: правительственные учреждения
- net.zm
- org.zm: некоммерческие организации
- sch.zm: школы

Формально назначение доменов второго уровня, по-видимому, не зафиксировано, поскольку ZAMNET не предоставляет соответствующей документации.
Документированным исключением из правила регистрирования доменов на третьем уровне являются зарегистрированные интернет-провайдеры, которые могут регистрировать домены на втором уровне, например, zamnet.zm.
Есть, однако, и другие исключения из этого правила, например, домен Bank of Zambia — boz.zm.